# Estación de Plentzia
Plentzia es una estación terminal del metro de Bilbao en superficie, situada en el término municipal de Plencia. Es la última estación de la Línea 1 de Metro y fue inaugurada el 11 de noviembre de 1995. Se encuentra en la margen izquierda de la Ría de Butrón - Plencia, y está comunicada con el centro de la villa por medio de una pasarela peatonal.
El tramo entre Plentzia y Urdúliz es el intervalo entre estaciones más largo de toda la red del metro de Bilbao, enlazándolas en cinco minutos; siendo además su único tramo de vía única.
Estuvo fuera de servicio desde el 2 de abril de 2015 debido a las obras de soterramiento de la estación de Urdúliz. Su reinauguración fue el 10 de abril de 2017. Simultáneamente se iniciaron las obras de remodelación de la estación.

## Acceso
- C/ Geltoki, 2

## Historia
La estación de Plentzia abrió por primera vez el 15 de septiembre de 1893, de la mano de la Compañía del Ferrocarril de Las Arenas a Plencia. En Las Arenas estaba la conexión con el Ferrocarril de Bilbao a Las Arenas. A partir de 1901 empezaron los viajes entre Bilbao y Plencia.
En 1947, la vía Bilbao-Plencia pasó a la empresa de reciente creación Ferrocarriles y Transportes Suburbanos de Bilbao S.A. (FTS). Para entonces, la estación estaba electrificada. En 1970 ocurrió un grave accidente entre las estaciones de Plencia y Urdúliz, con 33 víctimas mortales.
El 30 de diciembre de 1977, debido a las dificultades económicas por las que atravesaba FTS, la explotación de la vía pasó a la empresa pública FEVE, y el 15 de diciembre del año siguiente quedó en manos del Consejo General Vasco. El 24 de mayo de 1982, tomó el testigo la empresa Eusko Trenbideak, creada por el Gobierno Vasco.
El Gobierno Vasco le dio al Consorcio de Transportes de Bizkaia la vía del tren entre Bilbao y Plencia, para así crear la línea 1 del metro de Bilbao. Así, desde el 11 de noviembre de 1995 la estación de Plentzia forma parte del metro de Bilbao. Al lado de la antigua estación de tren, que se ha mantenido, se construyó una nueva estación cubierta.
El 2 de abril de 2015 la estación quedó fuera de servicio, a consecuencia del comienzo de las obras en la estación de Urdúliz. Hasta abril de 2017, Metro Bilbao ofreció un servicio de autobús entre las estaciones de Plentzia y Sopela.